# Gümüşlük

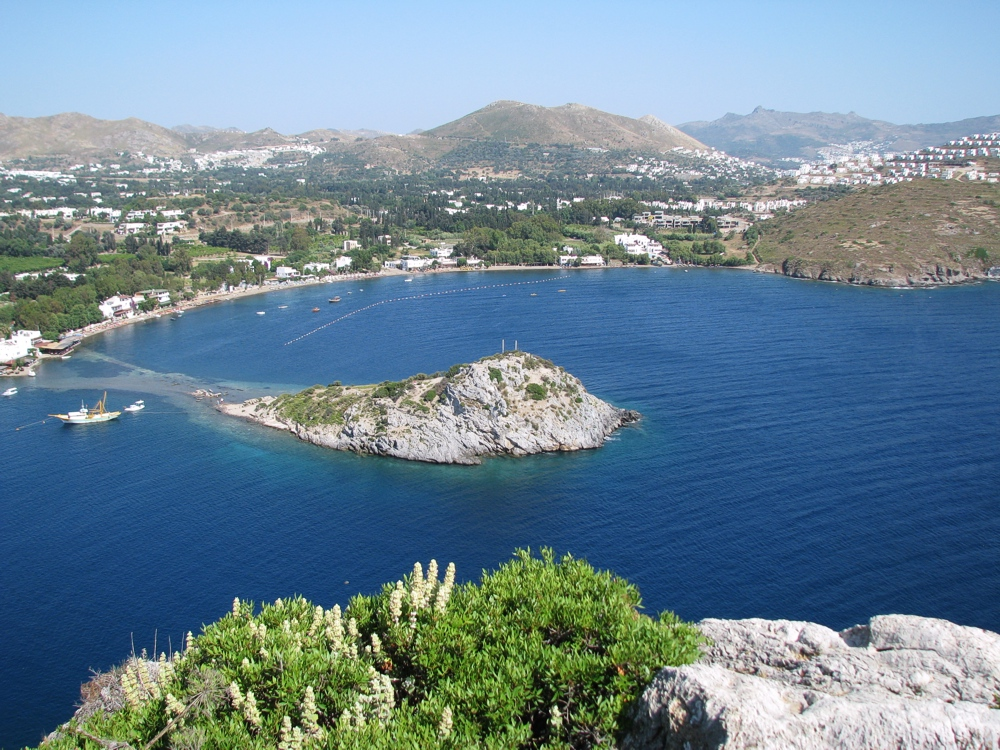
Südlicher Teil der Hafenbucht von Gümüşlük mit Blick auf die Hasen-Insel (Tavşan Adası)

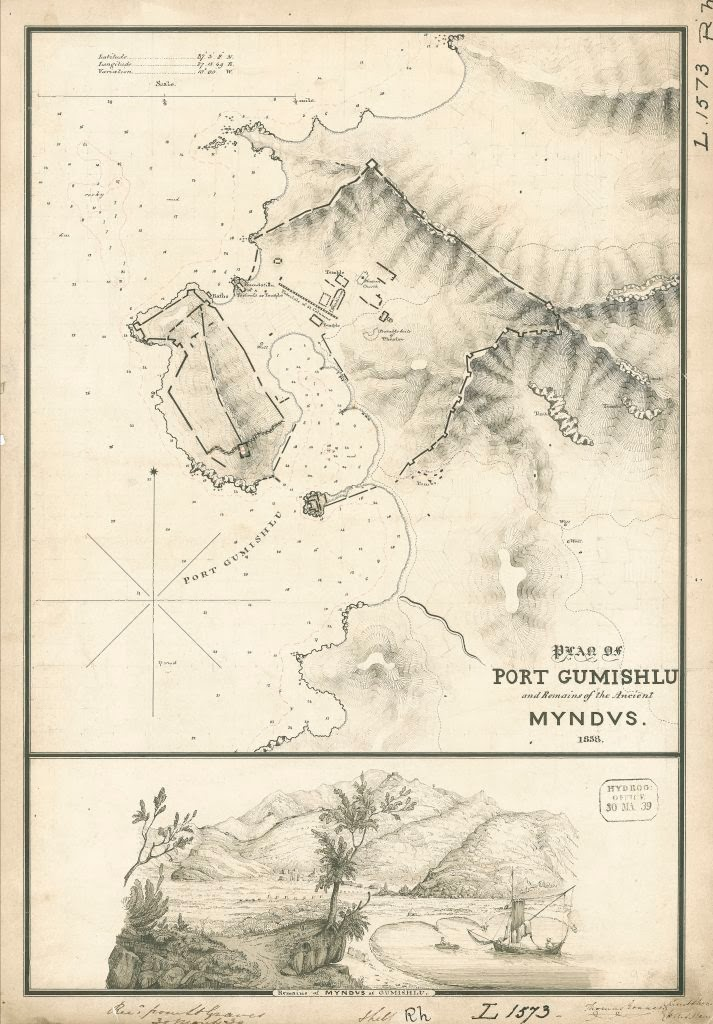
Gümüşlük auf einer Karte von 1838 mit dem Namen Gumishlu

Gümüşlük ist ein Dorf an der Westküste der Bodrum-Halbinsel. Es ist circa 23 Kilometer von Bodrum entfernt.

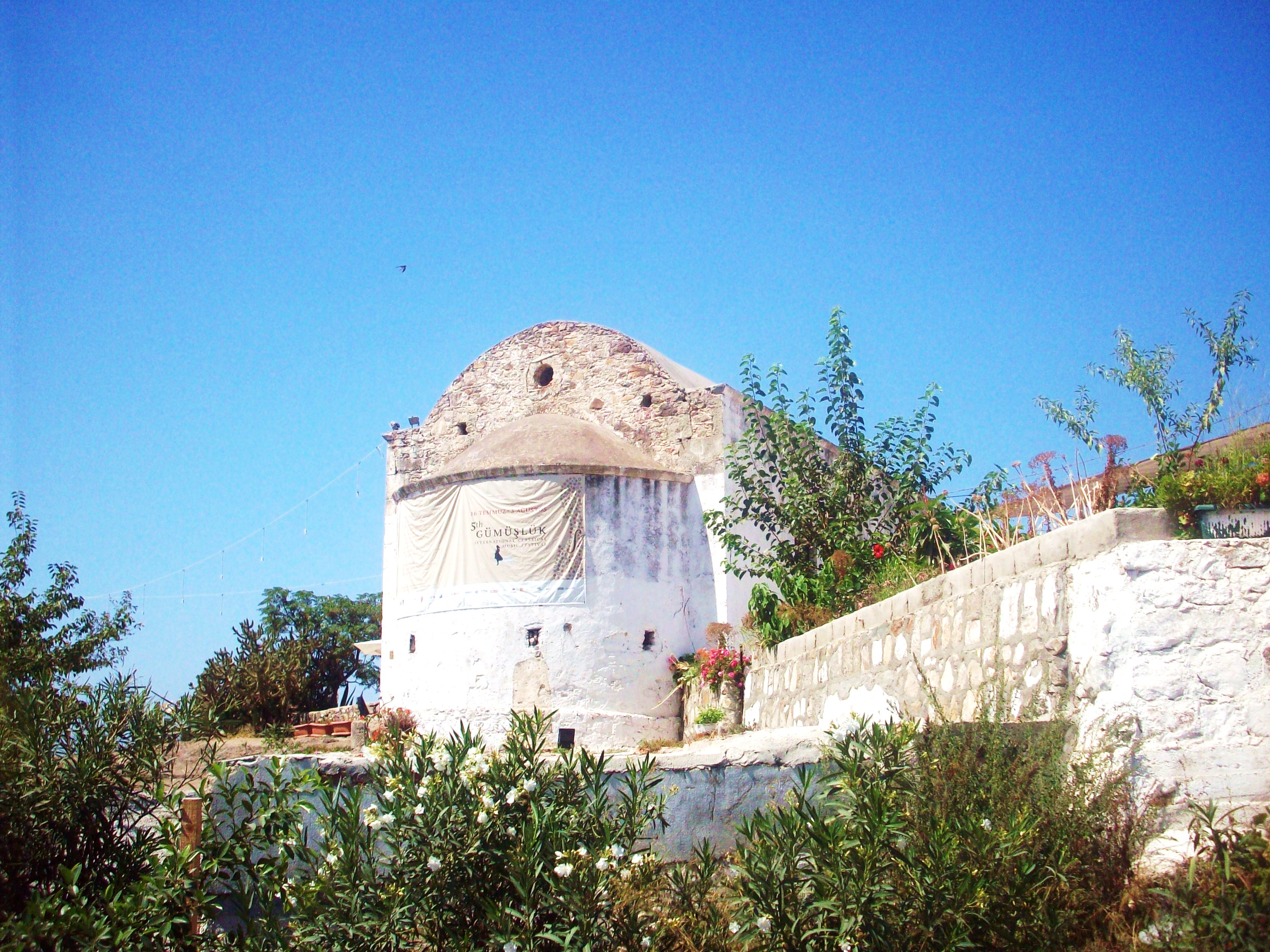
Kirche Eklisia

## Ortsname
Der Name Gümüşlük leitet sich vom türkischen Wort für Silber (gümüş) ab.

## Geschichte
Spuren der antiken Siedlung Myndos lassen sich bis ins 4. Jahrhundert v. Chr. zurückdatieren. Einst war es eine Siedlung der Leleger.

## Sehenswürdigkeiten
Kirche "Eklisia"
Im Ortszentrum gibt es eine 450 Jahre alte Kirche. Sie wird heute für Konzerte genutzt. Alljährlich findet ein Musik-Festival statt. 
Haseninsel
Dem Ort vorgelagert ist die Haseninsel (Tavşan Adası). Sie ist durch eine Furt mit dem Festland verbunden. Auf der Insel finden sich zahlreiche Reste der antiken Stadt Myndos.
Fischtavernen
Gümüşlük ist berühmt für seine direkt am Meer gelegenen Fischtavernen.